# Makoto Tanaka
Makoto Tanaka (jap. 田中 誠, Tanaka Makoto; * 8. August 1975 in Shizuoka) ist ein ehemaliger japanischer Fußballspieler.

## Nationalmannschaft
2004 debütierte Tanaka für die japanische Fußballnationalmannschaft. Tanaka bestritt 32 Länderspiele. Mit der japanischen Nationalmannschaft qualifizierte er sich erfolgreich für die Olympischen Spiele 1996.

## Errungene Titel

### Mit der Nationalmannschaft
- Asienmeisterschaft: 2004

### Mit seinen Vereinen
- J. League: 1997, 1999, 2002
- Kaiserpokal: 2003
- J. League Cup: 1998

## Persönliche Auszeichnungen
- J. League Best Eleven: 1998, 2002